# Ovčare (Kosovska Mitrovica)
Pour les articles homonymes, voir Ovčare.
Ovçar en albanais et Ovčare en serbe latin (en serbe cyrillique : Овчаре) est une localité du Kosovo située dans la commune/municipalité de Mitrovicë/Kosovska Mitrovica et dans le district de Mitrovicë/Kosovska Mitrovica. Selon le recensement kosovar de 2011, elle ne compte plus aucun habitant.

## Démographie

### Évolution historique de la population dans la localité
| 1948 | 1953 | 1961 | 1971 | 1981 | 1991 | 2011 |
| ---- | ---- | ---- | ---- | ---- | ---- | ---- |
| 62   | 73   | 82   | 90   | 69   | 49   | 0    |

|  |